# Verkehrsprojekte Deutsche Einheit

Verkehrsprojekte Deutsche Einheit (Übersichtskarte)

Logo der Verkehrsprojekte Deutsche Einheit

Die Verkehrsprojekte Deutsche Einheit (VDE) sind groß angelegte Bauprojekte für Verkehrsverbindungen zwischen Ost- und Westdeutschland infolge der Deutschen Einheit. Hiervon wurden sich unmittelbar positive Auswirkungen auch auf die Regionalplanung und Infrastruktur in den neuen Bundesländern und über die ehemalige innerdeutsche Grenze versprochen (siehe auch Zonenrandgebiet).

## Hintergrund
Die Deutsche Demokratische Republik hatte seit den 1970er Jahren nur noch punktuell in größerem Maßstab in ihre Verkehrsinfrastruktur investiert. Viele Eisenbahnstrecken, Autobahnen und Straßen waren vom Ausbaustandard auf dem Niveau der 1940er Jahre (mit z. T. notdürftigen Reparaturen in den 1950er Jahren) und stark vernachlässigt: Fernverkehrsstraßen, die Gegenstücke zur Bundesstraße, waren noch 1990 vor allem auf dem Land über weite Strecken gepflastert und hatten zahlreiche Schlaglöcher.

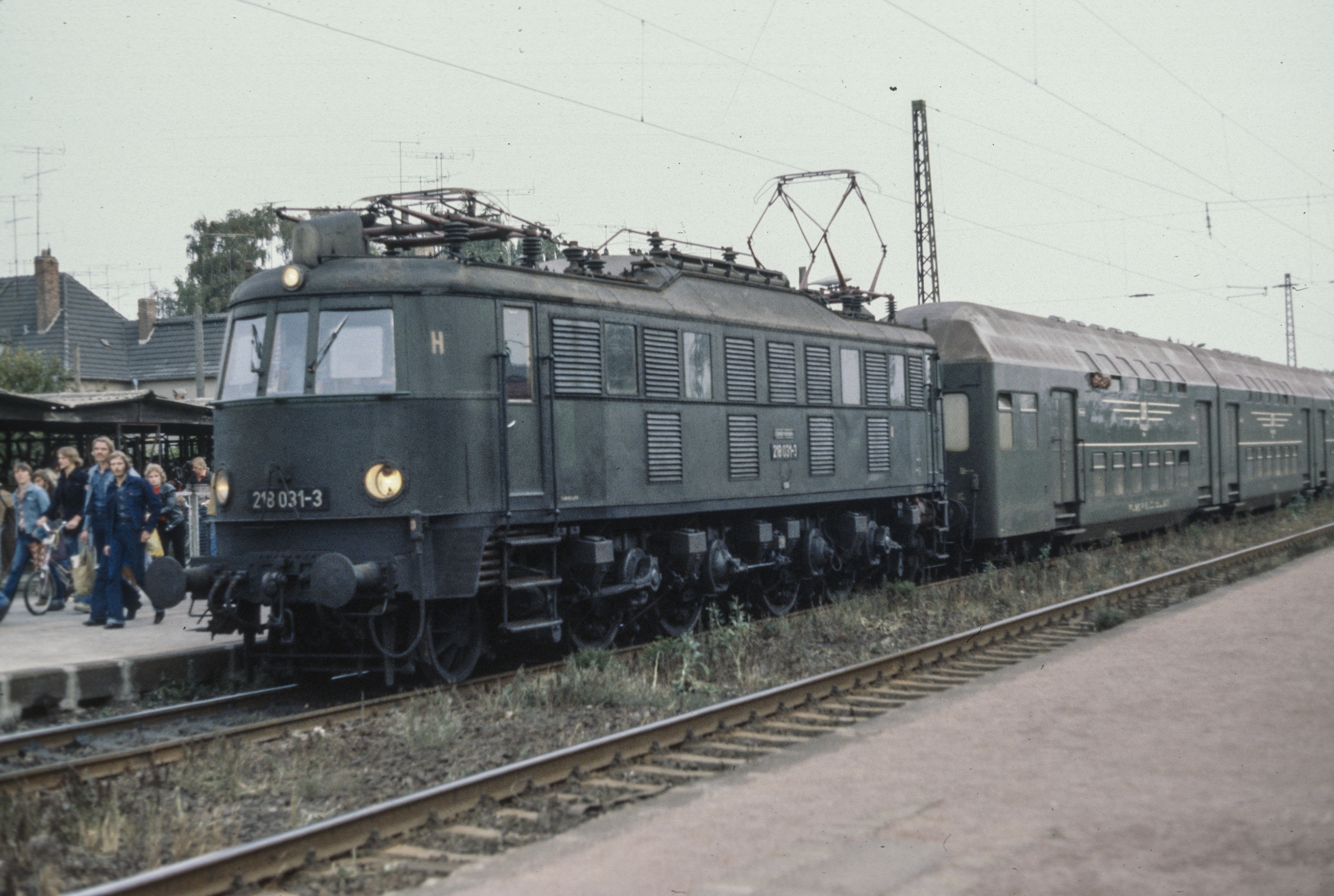
Eisenbahn der DR in der DDR (1979)

Das Eisenbahnnetz der DDR war durch die jahrzehntelange Mangelwirtschaft in Mitleidenschaft gezogen worden. Die Eisenbahn war zwar das wichtigste Verkehrsmittel in der DDR – die Reichsbahn beförderte auf einem halb so langen Netz mehr Güter als die Bundesbahn – jedoch waren die Geschwindigkeiten gering, die Elektrifizierung trotz großer Anstrengungen in den 1980er Jahren noch immer nicht auf dem Niveau der BRD. Der Austausch von Schwellen war, ebenso wie beispielsweise die Reparatur von Weichen und Drainagerohren, immer wieder hinausgezögert worden. Erschwerend kam hinzu, dass über lange Jahre fehlerhafte Betonmischungen in Schwellen verbaut worden waren und diese durch sogenannten Betonkrebs deutlich früher als geplant unbrauchbar wurden. Langsamfahrstellen waren die Regel. Oft waren die Eisenbahnstrecken in der DDR um das Jahr 1989 wesentlich langsamer befahrbar als in den 1930er Jahren. So benötigte der Schnelltriebwagen Fliegender Hamburger auf der Berlin-Hamburger Bahn im Jahr 1933 für die Strecke Hamburg–Berlin 138 Minuten, während ein typischer Schnellzug im Jahr 1989 die Strecke in 243 Minuten zurücklegte. An nahezu allen Strecken war zudem als Wiedergutmachung der Kriegsschäden an die Sowjetunion nach dem Zweiten Weltkrieg das zweite und dritte Streckengleis entfernt und nur auf wenigen Hauptstrecken später wieder ersetzt worden. Ebenso wurden sämtliche Elektrifizierungen nach 1945 durch die Sowjetunion demontiert und ebenfalls sehr langsam wieder aufgebaut. Erst in den 1980er Jahren wurden verstärkte Anstrengungen durch die Deutsche Reichsbahn zur Elektrifizierung unternommen, in erster Linie, um dem Mangel an Dieselkraftstoff für die Diesellokomotiven zu begegnen. Der häufige Einsatz von Dampflokomotiven auch nach dem offiziellen Ende des Dampfbetriebes im Jahr 1987 im so genannten „Plandampf“ war insbesondere auf den Mangel an Diesel zurückzuführen.

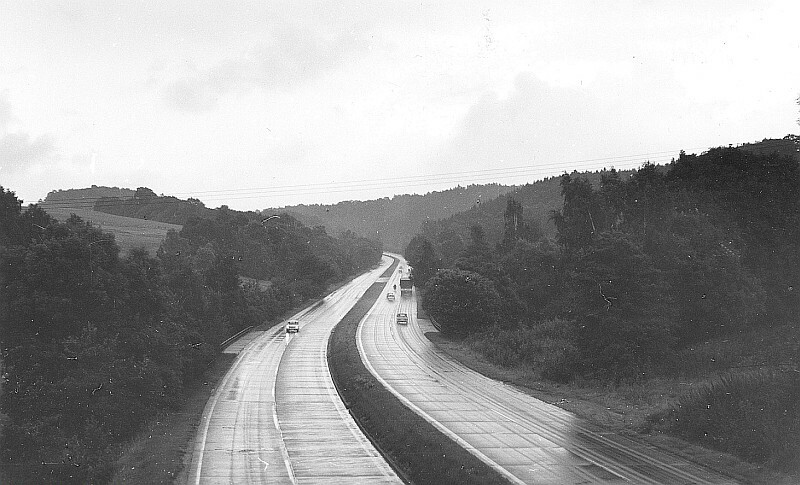
Autobahn in der DDR (1981)

Die Autobahnen waren im Wesentlichen auf Vorkriegsstand. Ausnahmen bildeten unter anderen der sechsstreifige Ausbau eines kurzen Abschnitts des südlichen Berliner Rings und der größte Abschnitt der A 24 Hamburg–Berlin, der 1,2 Milliarden D-Mark (nach heutiger Währung rund 1,4 Mrd. EUR) kostete, von der Bundesrepublik finanziert und 1982 fertiggestellt wurde. In die ehemaligen Reichsautobahnstrecken wie die A 2, A 4 oder A 9 war hingegen durch die DDR kaum investiert worden. Sie wiesen im Jahr 1990 über weite Strecken ihren ursprünglichen Querschnitt (oft ohne Standstreifen) und die originalen, mittlerweile sehr lädierten Fahrbahndecken auf. An Anschlussstellen gab es keine Beschleunigungs- und Verzögerungsstreifen, auch eine durchgehende schützende Mittelschutzplanke fehlte auf weiten Strecken. Die westdeutschen Zubringerstrecken waren mit den Jahren auf einen gewissen Standard gebracht worden, hatten aber über Jahrzehnte ein Schattendasein geführt. Für das Erreichen des westeuropäischen Niveaus war ein vollständiger Neubau der Autobahnstrecken auf dem Beitrittsgebiet vom 3. Oktober 1990 notwendig: Zunächst wurde neben der Bestandsstrecke eine vollständig neue Richtungsfahrbahn errichtet. Nach deren Fertigstellung wurde der gesamte Verkehr dann vorübergehend auf diese umgeleitet. Anschließend wurde die alte Reichsautobahnstrecke komplett abgetragen und anschließend eine zweite Richtungsfahrbahn an ihrer Stelle errichtet.
Mit dem Fall der Mauer und der Öffnung der Grenzen in Europa traten vor allem in Deutschland und anderen Ländern am ehemaligen Eisernen Vorhang zu den Hauptverkehrsströmen in Nord-Süd-Richtung die wachsenden Verkehrsströme auf den West-Ost-Trassen hinzu. In Westdeutschland dominiert nach wie vor die Nord-Süd-Richtung (Rheinschiene und Hamburg–Stuttgart/München), seit dem Jahr 1989 steigerte sich allerdings die Bedeutung der historischen West-Ost-Achsen sowie der Nord-Süd-Verbindung zwischen Bayern und Thüringen/Sachsen. Damit brach ein erheblicher Anstieg des Verkehrs über das seit Jahrzehnten vernachlässigte DDR-Verkehrsnetz herein. Die Zahl der Verkehrstoten stieg in die Höhe. Dies betraf zwar alle Straßenkategorien, aber insbesondere im Bereich der Bundesstraßen mit West-Ost-Verlauf, bisher relativ ruhige Straßen, sollte das VDE-Programm die Zahl der Unfallschwerpunkte minimieren. Neben dem Ausbau der bestehenden Trassen war ein wichtiger Grund für das VDE-Programm die Verdichtung des Wegenetzes zwischen den Ländern des Beitrittsgebiets und den Ländern Schleswig-Holstein, Niedersachsen, Hessen und Bayern.
Alle 17 Projekte sind im Bau oder bereits fertiggestellt.

## Geschichte
Am 9. Januar 1990 fand in Ost-Berlin die konstituierende Sitzung der deutsch-deutschen Kommission Verkehrswege statt, die sich mit grenzüberschreitenden Verkehrsverbindungen und der mittel- und langfristigen Verkehrswegeplanung im Straßen- und Luftverkehr befasste. Am 3. Oktober 1990 erfolgte die Wiedervereinigung Deutschlands.
Im Januar 1991 trat Günther Krause das Amt des Bundesverkehrsministers an und leitete eine Bestandsaufnahme der Verkehrssituation in den neuen Bundesländern ein. Daraus gingen die Verkehrsprojekte Deutsche Einheit hervor. Am 9. April 1991 legte der Bundesverkehrsminister dem Kabinett das VDE-Programm vor, das dieses im Vorgriff auf den Bundesverkehrswegeplan 1992 beschloss. In diesem Plan sind die VDE-Projekte gesondert ausgewiesen. Die Projekte fanden in ihn ohne erneute Bewertung Eingang.
Um alle Projekte möglichst binnen eines Jahrzehnts zu realisieren, wurden außerhalb der bisherigen Behördenstrukturen mit der Deutsche Einheit Fernstraßenplanungs- und -bau GmbH (DEGES) und der Planungsgesellschaft Bahnbau Deutsche Einheit (PBDE) zwei privatrechtliche Projektgesellschaften gegründet. Bundesverkehrsminister Krause rechnete Ende 1991 mit der Fertigstellung aller VDE-Projekte bis zum Jahr 2000.

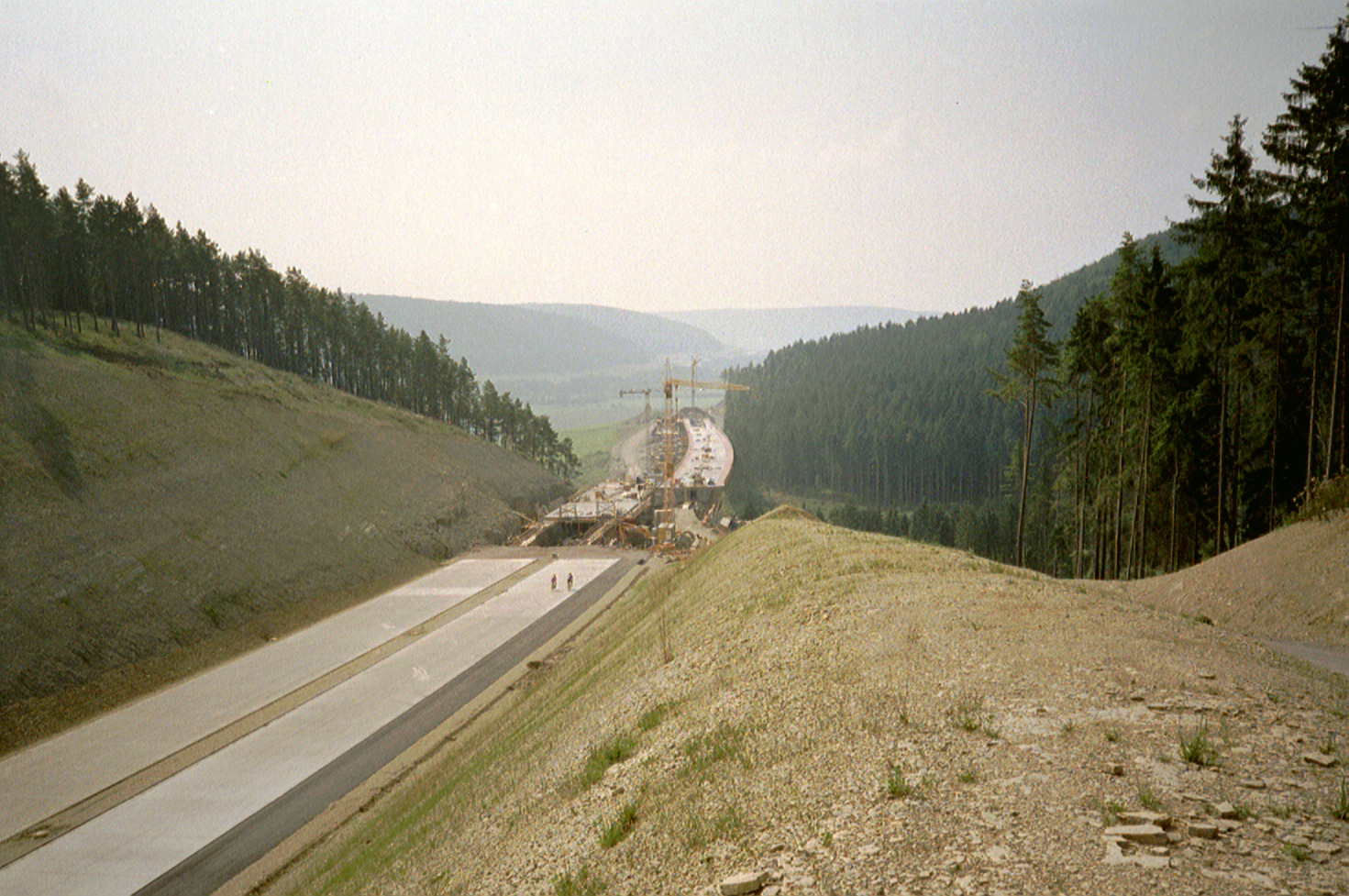
Verkehrsprojekt Deutsche Einheit Nr. 16, Thüringer-Wald-Autobahn A 71
Erfurt–Schweinfurt, 2002 im Bau

Im Januar 1992 wurde die Informationskampagne Neue Wege braucht das Land. Jetzt! vorgestellt, mit der die VDE-Projekte den Bürgern in den Neuen Bundesländern vorgestellt werden sollten.
Bis Ende 1994 wurden rund zehn Milliarden DM (5,1 Milliarden Euro) in die VDE-Projekte investiert. Im Dezember 1991 trat das Verkehrswegeplanungsbeschleunigungsgesetz in Kraft, um die Planung der VDE-Projekte zu beschleunigen. Am 1. Dezember 1993 folgte das erste von mehreren Investitionsmaßnahmegesetzen, die in Teilabschnitten der VDE-Projekte Planfeststellungsverfahren ersetzen sollten.
Das Projektvolumen der VDE-Projekte wurde 1991 mit 56 Milliarden DM (28,6 Milliarden Euro) beziffert. Davon entfielen 32 Milliarden DM auf die neun Schienenverkehrsprojekte. Aufgrund der Preisentwicklung sei es bis 1993 auf 64 Milliarden DM (32,7 Milliarden Euro) angehoben worden. Bis 1995 waren 12,4 Milliarden D-Mark investiert. Bis Anfang 1996 waren von den 17 Projekten 3 Schienenwegeprojekte realisiert. Das geschätzte Gesamtinvestitionsvolumen wurde mit 67,5 Milliarden DM beziffert. Von 1200 km geplanten Autobahnen waren rund 800 km im Planfeststellungsverfahren oder bereits mit Baurecht versehen. 140 km waren bereits im Bau.
Von den damals beanschlagten 39,4 Milliarden Euro waren bis Jahresende 2011 fast 32 Milliarden Euro ausgegeben. Bis Ende 2012 waren 33,9 Milliarden Euro investiert. Davon entfielen rund 16,2 Milliarden Euro auf Schienenwege, rund 15,1 Milliarden Euro auf Straßen sowie rund 1,6 Milliarden Euro auf Wasserstraßen. Bis Ende 2014 wurden rund 35 Milliarden Euro verausgabt. Bis Ende 2020 waren 38,4 Milliarden Euro investiert worden, das Gesamtvolumen wurde mit über 42 Milliarden Euro angegeben.

## VDE-Projekte

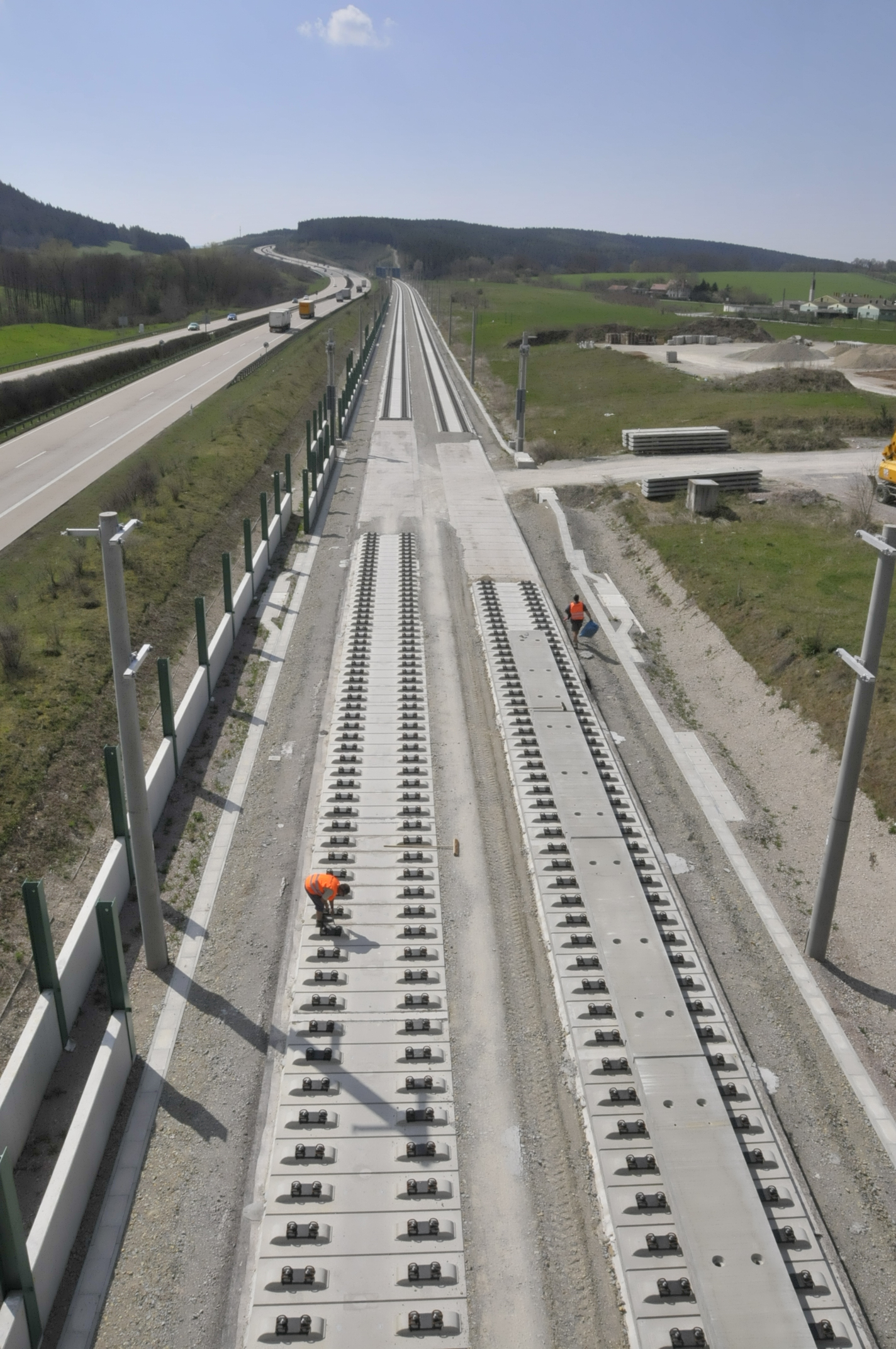
Trassenbündel (2013):
VDE Nr. 8 Schnellfahrstrecke Nürnberg-Erfurt (im Bau) und
VDE Nr. 16 A 71
Erfurt–Schweinfurt (fertig)

Die 17 VDE-Projekte wurden, nach Schiene/Straße/Wasserstraße getrennt, von Norden nach Süden aufsteigend nummeriert.

### Schiene
Es gibt insgesamt neun Schienenprojekte. Davon sind sieben Projekte abgeschlossen (VDE-Projekte 2 bis 8), die Arbeiten am Projekt 9 laufen. Zwei Teilabschnitte des Projekts VDE 1 werden aufgrund fehlender Wirtschaftlichkeit zunächst nicht weiter verfolgt (Stand: 2014).
Bis Ende 2011 wurden von geschätzten Gesamtkosten von 20,1 Milliarden Euro 15,4 Milliarden Euro verbaut. Bis Ende 2013 wurden von geschätzten 20,3 Milliarden Euro rund 16,9 Milliarden Euro verausgabt.
Die Verkehrsprojekte sind im Einzelnen:
- VDE Nr. 1 Lübeck/Hagenow Land–Rostock–Stralsund (Grundsteinlegung 6. Februar 1993[20], vorgesehene Bauzeit zunächst 1997[20], später 2002; aktuell noch nicht abgeschlossen). Die 242 km lange Achse soll durchgehend zweigleisig und für 160 km/h ausgebaut werden.[21] Die Überprüfung des Bedarfsplans für die Bundesschienenwege vom 11. November 2010 hat für die Maßnahmen „Zweigleisiger Ausbau Rostock (Abzweig Riekdahl)–Ribnitz-Damgarten West“ und „Zweigleisiger Ausbau Velgast–Stralsund“ kein volkswirtschaftlich positives Ergebnis gebracht; daher werden sie derzeit nicht weiter verfolgt.[22] Die Landesregierung Mecklenburg-Vorpommerns setzt sich für die Fertigstellung des Projekts mittels weiteren Ausbaus ein.[23]
- VDE Nr. 2 Bis 1997 wurde die Bahnstrecke Berlin–Hamburg grundlegend saniert, elektrifiziert und für eine Streckengeschwindigkeit von 160 km/h ausgebaut. Dadurch konnte die Fahrzeit auf zwei Stunden und 17 Minuten gesenkt werden. Nachdem das Transrapid-Projekt zwischen den beiden Städten entfiel, wurde ab 2000 die Eisenbahnstrecke für eine Streckengeschwindigkeit von 230 km/h ausgebaut. Damit sank die Fahrzeit ab Dezember 2004 auf 90 Minuten.
- VDE Nr. 3 Neu- und Ausbau des Lückenschlusses der Bahnstrecke Stendal–Uelzen zwischen Uelzen und Salzwedel (Fertigstellung im Dezember 1999); der durchgehende zweigleisige Ausbau soll in einer späteren Ausbaustufe erfolgen.
- VDE Nr. 4 Ausbau der Stammstrecke (nachträglich stark reduziert) und Neubau der Schnellfahrstrecke Hannover–Berlin über Stendal (1998 abgeschlossen). Pläne für einen Ausbau dieser Strecke waren bereits während der 1980er Jahre Bestandteil bilateraler Gespräche zwischen Ost und West.
- VDE Nr. 5 Ausbau der Strecke Helmstedt–Magdeburg–Berlin für 160 km/h (1995 abgeschlossen, siehe auch Bahnstrecke Braunschweig–Magdeburg und Bahnstrecke Berlin–Magdeburg).
- VDE Nr. 6 Lückenschluss und Ausbau der Bahnstrecke Halle–Hann. Münden zwischen Eichenberg und Halle (Saale) (1994 abgeschlossen).
- VDE Nr. 7 Ausbau der Strecke Bebra–Erfurt (1995 abgeschlossen); der Umbau des Abschnitts Erfurt-Bischleben–Erfurt Hbf erfolgte im Zuge des VDE Nr. 8.1 bis Dezember 2017.
- VDE Nr. 8: Schnellverbindung von Berlin über Halle, Leipzig und Erfurt nach Nürnberg. Das Projekt gliedert sich in drei Teilabschnitte:
  - VDE Nr. 8.1 Neu- und Ausbaustrecke Nürnberg–Erfurt: Die Neubaustrecke Erfurt–Ebensfeld wurde im Dezember 2017 in Betrieb genommen. An dem daran anschließenden Ausbauabschnitt bis Nürnberg soll noch einige Jahre gebaut werden (Stand: Juni 2017).[24] Daneben ist ein viergleisiger Ausbau der Streckenabschnitte zwischen Nürnberg und Ebensfeld sowie eine 13 km lange Neubaustrecke für den Güterverkehr vorgesehen. Die geschätzten Gesamtkosten betragen 5,1 Milliarden Euro.[25] Die Gesamtfertigstellung ist nicht absehbar.
  - VDE Nr. 8.2 Neubaustrecke Erfurt–Leipzig/Halle: Seit 2003 ist der 23 km lange Teilabschnitt Gröbers–Leipzig in Betrieb, der Rest wurde im Dezember 2015 eröffnet. Die geschätzten Gesamtkosten betragen 2,7 Milliarden Euro.[25]
  - VDE Nr. 8.3 Ausbaustrecke Berlin–Leipzig/Halle: Am 28. Mai 2006 vollständig mit der Fertigstellung des Berliner Hauptbahnhofs in Betrieb genommen. Die Gesamtkosten betragen 1,65 Milliarden Euro.[25]
- VDE Nr. 9 Ausbau der Bahnstrecke Leipzig–Dresden. Begonnen 1993. Der Abschluss des Projekts ist für 2030 geplant (Stand: 2021).

Als erstes VDE-Projekt wurde Nr. 6 am 27. Mai 1994 abgeschlossen. Im Mai 1995 folgte Projekt 7, Ende 1995 Projekt 5. Die Schienenverkehrsprojekte Deutsche Einheit wurden zunächst weitgehend von der Planungsgesellschaft Bahnbau Deutsche Einheit betreut, die im Jahr 2000 in die DB Projekt Verkehrsbau, im Jahr 2002 in die DB ProjektBau überging und 2016 schließlich auf die DB Netz AG bzw. DB Engineering & Consulting verschmolzen wurde.
Am Rande der Projekte entstanden auch neue Bahnstromleitungen, beispielsweise die 162 km lange Leitung von Muldenstein über das Kraftwerk Kirchmöser nach Rathenow. Die erste Stromverbindung von hüben nach drüben war am 14. März 1995 die Leitung Lehrte–Heeren.  Am 27. März 1995 ging in Kirchmöser ein neues Gas-und-Dampf-Kombikraftwerk in Betrieb.

### Autobahnen
Insgesamt sind sieben Straßenbauprojekte im Umfang von 17,3 Milliarden Euro geplant bzw. im Bau. Bis Ende 2011 waren davon 14,9 Milliarden Euro investiert. Bis Ende 2013 wurden 15,4 von geschätzten 17,4 Milliarden Euro investiert. Von den Straßenverkehrsprojekten sind die Projekte 10, 11, 12, 14 und 16 abgeschlossen, die Projekte 13 und 15 größtenteils fertiggestellt. Bis Ende 2013 entstanden mehr als 1895 km neu- und ausgebaute Autobahnen.
Die Betreuung der Projekte erfolgt in den neuen Bundesländern durch die neu gegründete DEGES.
- VDE Nr. 10: Neubau der Ostseeautobahn A 20 zwischen Lübeck und Stettin (Kreuz Uckermark) über Rostock (2005 abgeschlossen).
- VDE Nr. 11: Ausbau der Autobahn A 2 zwischen Hannover und Berlin (2001 abgeschlossen) sowie A 10 Ost- und Süd-Berliner Ring. Die auf rund 8 km vorgesehene achtstreifige Erweiterung zwischen der A 9 und der A 115 ist im Sommer 2020 fertiggestellt worden.[27]
- VDE Nr. 12: Sechsstreifiger Ausbau der Autobahn A 9 zwischen Berlin und Nürnberg (im November 2014 abgeschlossen).
- VDE Nr. 13: Neubau der Südharzautobahn A 38 zwischen Göttingen und Halle (Saale) (2009 abgeschlossen) sowie A 143 Westumfahrung Halle (2 Abschnitte fertig seit 2003/2004, letzter Abschnitt seit 2019 in Bau, Fertigstellung voraussichtlich 2028)[28].
- VDE Nr. 14: Neubau der Autobahn A 14 zwischen Magdeburg und Halle (2000 abgeschlossen).
- VDE Nr. 15: Neubau der Autobahn A 44 zwischen Kassel und Eisenach (größtenteils in Bau); Ausbau der Autobahn A 4 zwischen Eisenach und Bautzen (bis auf Ausbau Hermsdorfer Kreuz seit 2014 abgeschlossen) sowie Neubau der Autobahn A 4 zwischen Bautzen und Görlitz (1999 abgeschlossen).
- VDE Nr. 16: Neubau der Thüringer-Wald-Autobahn A 71 zwischen Schweinfurt und Erfurt (2005 abgeschlossen) sowie der A 73 von Suhl nach Lichtenfels (2008 abgeschlossen).

### Wasserwege
- VDE Nr. 17: (Einziges Wasserstraßenprojekt) Bundeswasserstraßenverbindung Rühen – Magdeburg – Berlin. Dieses impliziert das Wasserstraßenkreuz Magdeburg, einen Ausbau der Unteren Havel-Wasserstraße und des Mittellandkanals, einschließlich des Elbe-Havel-Kanals. Zu diesem Bauprojekt gehören auch der Neubau der Schleuse Charlottenburg, die Begradigung eines Abschnittes der Spree und der Ausbau des Westhafenkanals zum Berliner Westhafen (sog. „Nordtrasse“) und – in der ursprünglichen Planung – Teltowkanal und Schleuse Kleinmachnow zum Berliner Osthafen (sog. „Südtrasse“).[29] Das geplante Investitionsvolumen beträgt 2,04 Milliarden Euro, davon waren 1,65 Milliarden Euro bis Ende 2013 verbaut.[30]

Der Streckenabschnitt des Mittellandkanals von Magdeburg bis zum Dortmund-Ems-Kanal ist seit Ende 2017 mit 185 m langen und 2,80 m abgeladenen Schubverbänden mit 3600 t Ladung durchgängig befahrbar. Eine Fertigstellung des VDE 17 war für 2019 vorgesehen.
Dieses Projekt ist bei Umweltgruppen und Anwohnern umstritten. Laut Bundesverkehrswegeplan von 1992 sollte der Ausbau auf 280 Kilometer Wasserweg eine Wassertiefe von vier Metern und eine Breite von 42 bis 77 Metern in Kurven erfolgen. Das gefährde nach Kritikermeinung die Flusslandschaft der Havel und das Kulturerbe in Berlin und Potsdam.
Mit der Aufgabe des Osthafens durch Berlin wurde die „Südtrasse“ aus dem Projekt VDE 17 ausgegliedert. Auch die „Nordtrasse“ soll nun in geringerem Umfang als ursprünglich geplant ausgebaut werden. Angestrebt wird nun ein qualifizierter Abschluss der Ausbaumaßnahmen, um einen eingeschränkten Begegnungsverkehr von Schubverbänden zu ermöglichen.
Bis Ende 2013 wurden in das Projekt 1,6 Milliarden von rund 2,0 Milliarden Euro investiert.
Für den Bereich Berlin-Spandau wurde ein gegenüber der ursprünglichen Planung reduzierter Ausbau beschlossen. Hierbei wird die Spree-Oder-Wasserstraße ab km 0 bis km 4,673 (Höhe Rohrdamm) sowie die Untere-Havel-Wasserstraße ab km 0 bis km 4,3 ab dem Jahr 2018 vertieft und an einigen Stellen korrigiert, u. a. am Spandauer Horn. Statt wie ursprünglich geplant auf vier Meter wird die Fahrrinne nun auf 3,50 Meter vertieft, auch reduziert sich die Anzahl der von Fällungen betroffenen Bäume von rund tausend auf 90. Die voraussichtliche Bauzeit wird mit drei Jahren angegeben.